# Dembeni (Mayotte)
Pour le village des Comores, voir Dembéni (Comores).
Dembeni (prononcé [dɛmbeni] ; s'écrit parfois avec un accent : Dembéni) est une commune française du département et région d'outre-mer de Mayotte. Elle comprend notamment le hameau de Tsararano, un important carrefour. Le Centre universitaire de formation et de recherche de Mayotte, seul établissement d'enseignement supérieur de l'île, se trouve dans la commune.

## Géographie
La commune est au centre de la côte orientale de Grande-Terre.
Le climat y est de type tropical humide.
La commune est constituée de cinq villages :
- Dembeni
- Tsararano
- Iloni (2970 habitants en 2017)
- Hajangoua
- Ongojou

| Ouangani  | Mamoudzou | Mamoudzou, océan Indien |
| Ouangani  | Dembeni   | océan Indien            |
| Chirongui | Bandrele  | Bandrele                |

## Urbanisme

### Typologie
Dembeni est une commune urbaine, car elle fait partie des communes denses ou de densité intermédiaire, au sens de la grille communale de densité de l'Insee,,,. Elle appartient à l'unité urbaine de Dembeni, une agglomération intra-départementale regroupant 1 commune et 15 848 habitants en 2017, dont elle est une ville isolée,.
Par ailleurs la commune fait partie de l'aire d'attraction de Mamoudzou, dont elle est une commune de la couronne. Cette aire, qui regroupe 17 communes, est catégorisée dans les aires de 200 000 à moins de 700 000 habitants,.
La commune, bordée par l'océan Indien à l'est, est également une commune littorale au sens de la loi du 3 janvier 1986, dite loi littoral. Des dispositions spécifiques d’urbanisme s’y appliquent dès lors afin de préserver les espaces naturels, les sites, les paysages et l’équilibre écologique du littoral, par exemple le principe d'inconstructibilité, en dehors des espaces urbanisés, sur la bande littorale des 100 mètres, ou plus si le plan local d’urbanisme le prévoit,.

## Toponymie
Tsararano est issu du malgache tsara, « beau », « bon », et rano, « eau ». Il s'agirait donc d'un « lieu où il y a une bonne eau ».

## Histoire
Dembeni est le principal site archéologique de Mayotte. Les fouilles ont permis de montrer que le site avait été, du VIIIe au XIe siècle, un important centre commercial. On a pensé jusque dans les années 1980, que cette prospérité était due au commerce du fer. Mais depuis de nouvelles recherches menées en 2013, il semble que cela soit dû au commerce du cristal de roche. Le cristal arrivait en provenance des mines de Madagascar et était débité et revendu à Dembeni, à des marchands arabes et perses. Ce cristal de roche était ensuite travaillé en Égypte et en Perse.

## Politique et administration
| Période                                  | Période      | Identité             | Étiquette | Qualité              |
| ---------------------------------------- | ------------ | -------------------- | --------- | -------------------- |
| 1983                                     | 2008         | Ambdi Hamada Jouwaou | MPM       |                      |
| 2008                                     | 2015         | Soihibou Hamada      | PS        |                      |
| octobre 2015                             | juillet 2020 | Ambdi Hamada Jouwaou | MPM       | Retraité de la Poste |
| juillet 2020                             | En cours     | Moudjibou Saidi      | DVD-LR    |                      |
| Les données manquantes sont à compléter. |              |                      |           |                      |

## Démographie
L'évolution du nombre d'habitants est connue à travers les recensements de la population effectués dans la commune depuis 1978. À partir de 2006, les populations légales des communes sont publiées annuellement par l'Insee, mais la loi relative à la démocratie de proximité du 27 février 2002 a, dans ses articles consacrés au recensement de la population, instauré des recensements de la population tous les cinq ans en Nouvelle-Calédonie, en Polynésie française, à Mayotte et dans les îles Wallis-et-Futuna, ce qui n’était pas le cas auparavant. Pour la commune, le premier recensement exhaustif entrant dans le cadre du nouveau dispositif a été réalisé en 2002, les précédents recensements ont eu lieu en 1978, 1985, 1991 et 1997.
En 2017, la commune comptait 15 848 habitants, en augmentation de 45,09 % par rapport à 2012
| 1978  | 1985  | 1991  | 1997  | 2002  | 2007   | 2012   | 2017   |
| ----- | ----- | ----- | ----- | ----- | ------ | ------ | ------ |
| 1 518 | 2 382 | 3 604 | 3 675 | 7 825 | 10 141 | 10 923 | 15 848 |

## Lieux et monuments
- L'ancienne usine sucrière de Hajangoua.
- Le centre universitaire de Mayotte.
- Anse Hajangoua.

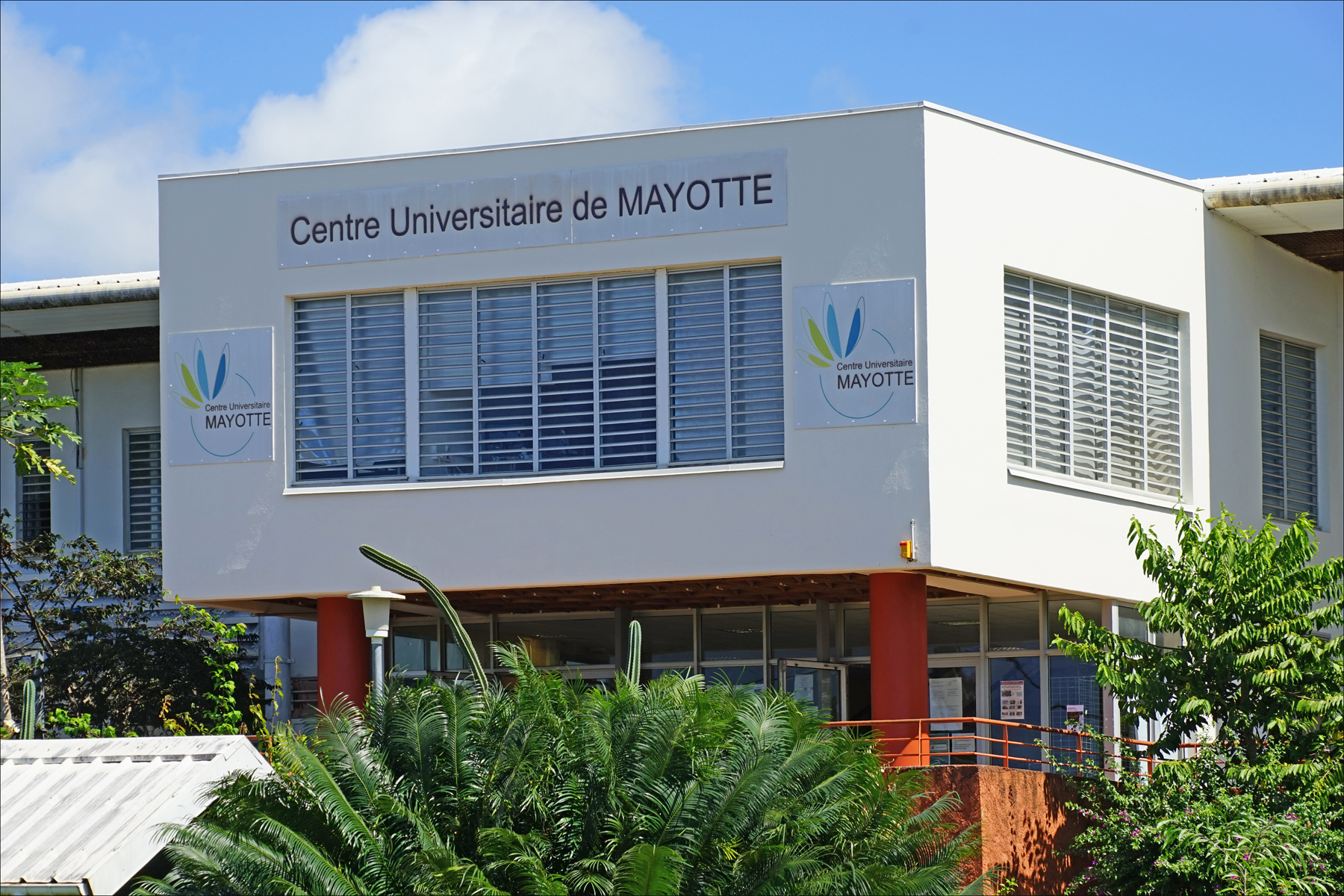
Le centre universitaire de Mayotte
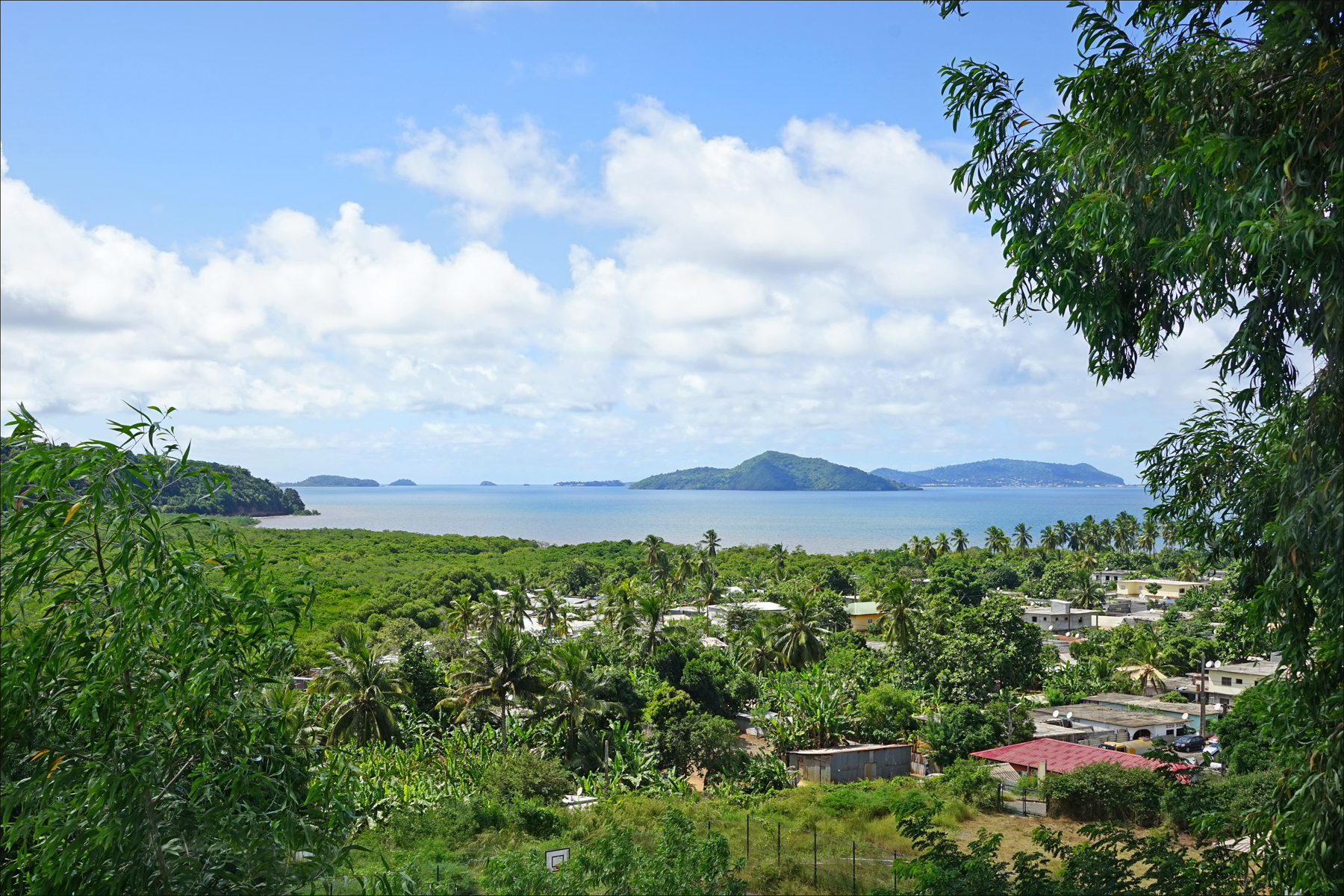
Panorama des hauteurs de Dembéni.
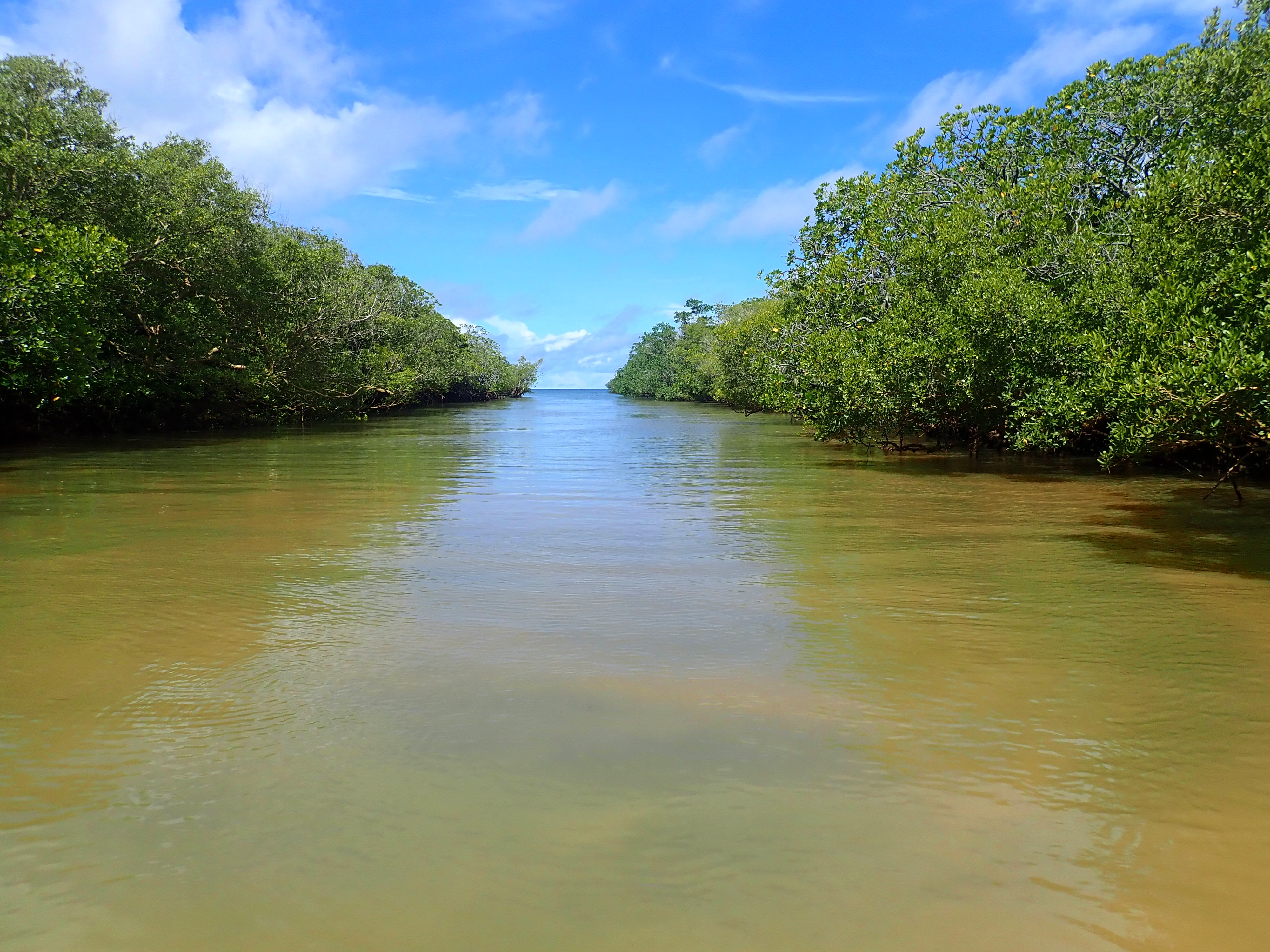
La mangrove à Hajangoua.